# 勇者之城
《勇者之城》（又译作）是一款由ASCII制作和发行的冒险游戏。 本游戏于1986年11月28日在日本地区FC游戏机发行，1989年9月在北美地区发行。 本作是于1985年在MSX和SG-1000上发行的游戏城堡续作。
游戏的目的是通过探寻Groken城堡来营救公主Margarita。